# Hembrug (Zaanstad)

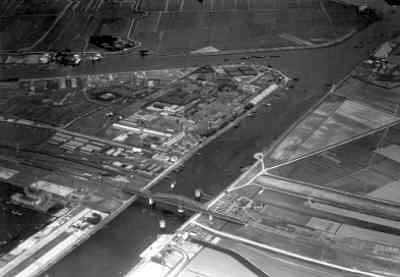
Luchtfoto van het Noordzeekanaal met de Hembrug en Hembrugterrein in 1914

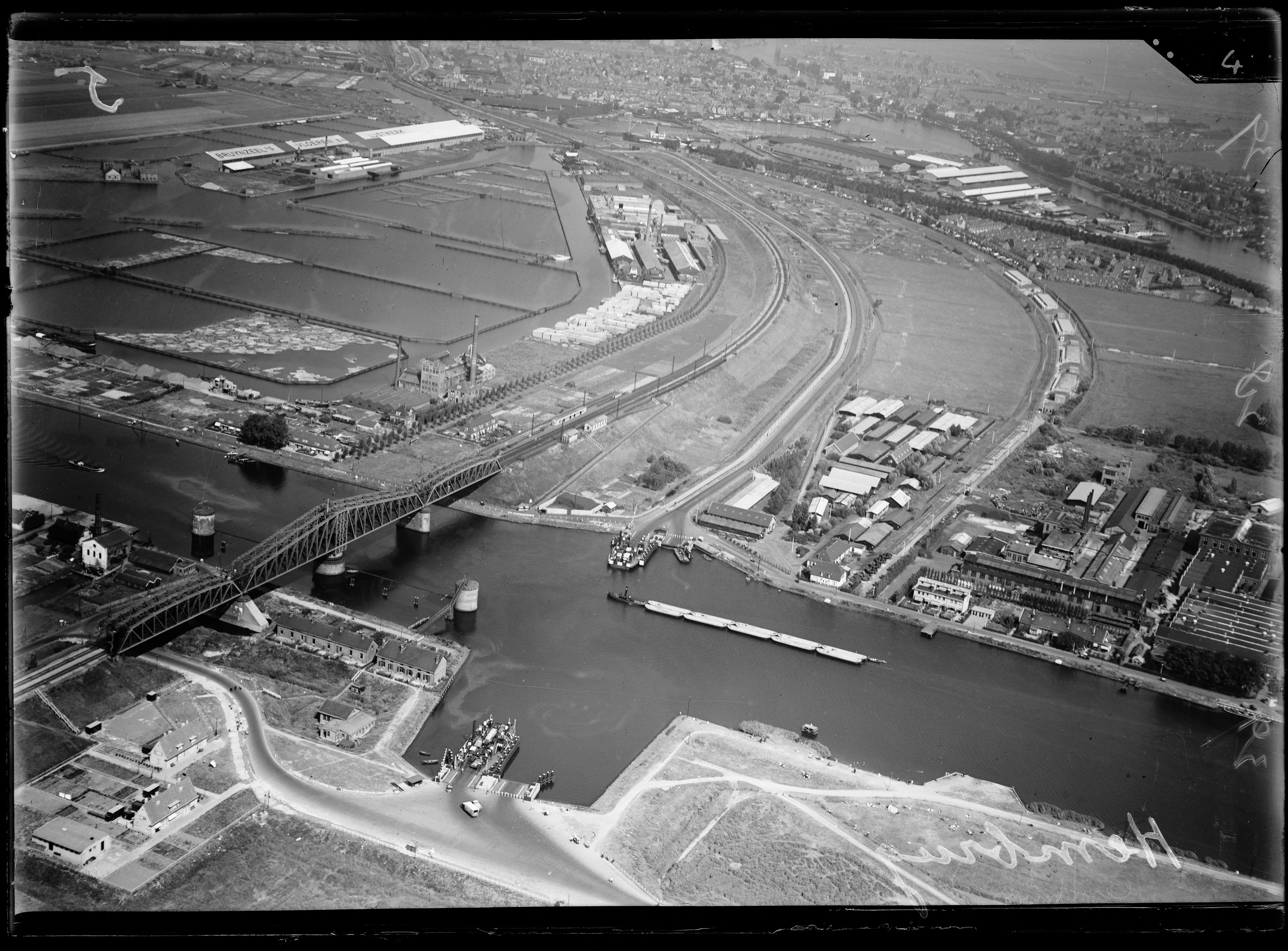
Luchtfoto (1920-1940).

Hembrug (vroeger ‘’Den Hem’’) is een voormalige buurtschap en monumentaal industrieterrein in de gemeente Zaanstad (Noord-Holland). Het wordt tegenwoordig beschouwd als een deel van de Havenbuurt van Zaandam.
Het Hembrugterrein ligt tussen het Noordzeekanaal, het Zijkanaal G (Voorzaan), de Dr. J.M den Uylweg en de Provincialeweg (N203). Langs het Noordzeekanaal loopt de Hemkade en langs het zijkanaal loopt de Havenstraat waaraan woningen liggen.

## Geschiedenis
De buurt is een oude bewoonde plek. Het was een van een landtongen in het gebied die eerst buitendijks lagen en later bedijkt werden, waardoor het polders werden. Deze landtongen werden him of in het Nederlands hem genoemd. In de watergebieden van Holland, West-Friesland en Friesland komt deze benaming erg vaak voor. Him/hem is sterk verwant aan "ham", dat duidt op een buitendijks aangeslibde landtong.
Bij de buurtschap, toen nog Den Hem genoemd, werd rond 1875 het Noordzeekanaal gegraven. Vervolgens bouwde men een spoorbrug over het nieuwe kanaal die Hembrug werd vernoemd naar de landtong en buurt. Ook de spoorweghalte in de buurt heette Hembrug. Na verloop van tijd werd de naam van de brug ook de naam van de buurtschap. De spoorbrug werd in 1910 afgebroken nadat hij in 1907 was vervangen door een nieuwere en grotere spoorbrug (2e Hembrug). Deze werd in 1983 afgebroken en vervangen door een tunnel, de Hemtunnel, die ruim een kilometer westelijker ligt.

## Militair terrein
Van de Artillerie-Inrichtingen die hier in 1897 naartoe was verhuisd, zou later een deel Hembrug gaan heten. Hier werden tot na de Tweede Wereldoorlog wapens en munitie geproduceerd. Er zijn nog een ondergrondse schietbaan, een voormalige commandobunker en een 'plofbos' of 'schokbos' waar proeven werden gedaan met explosieven. In de volksmond werd de naam vaak verbasterd tot Himbreg. Toen de gemeente en provincie het gebied verder ontwikkelden tot een groot industrieterrein kreeg ook dat de naam van de spoorbrug. Tot 2014 was het gehele gebied officieel nog militair terrein en grotendeels niet openbaar toegankelijk.

## Herontwikkeling
In 2011 werd begonnen met het opknappen van oude monumentale gebouwen. Begin 2013 werd de grond bij de Havenstraat doorzocht op resten van mosterdgas en andere gevaarlijke stoffen. Hembrug bestaat uit 35 rijksmonumenten en 22 gemeentelijke monumenten. Het aangeplante 'Schokbos' staat op kleigrond en vormt daardoor inmiddels een voor Nederland zeldzame natuurlijke biotoop.
In maart 2017 zette het Rijksvastgoedbedrijf het Hembrugterrein te koop. In juni 2017 hadden 14 bedrijven belangstelling getoond. In januari 2018 werd bekend dat ABC Planontwikkeling het terrein voor 41 miljoen euro kocht. Het hele terrein is 42,5 hectare groot, maar ABC Planontwikkeling kocht 30 hectare en alle ongeveer 70 gebouwen op die plek. De plannen voor het terrein behelsden ongeveer duizend woningen en 25.000 m² voor bedrijven, winkels en kantoren. Het bos zou naar de gemeente gaan en toegankelijk voor het publiek worden. Eind april 2019 is het plan om het voormalige defensieterrein te ontwikkelen tot woon- en werkgebied, door de Raad van State vernietigd. De rechters achten het moeilijk om het geluidsoverlast tot het gewenste niveau terug te brengen. Het Amsterdamse Havenbedrijf en enkele bedrijven op het industrieterrein Westpoort vreesden dat de plannen voor het terrein ten koste zal gaan van hun eigen bedrijfsvoering en uitbreidingsmogelijkheden.